# 劳尔·费尔南德斯
劳尔·费尔南德斯（西班牙語：Raúl Fernández，1905年9月17日—1982年9月4日），墨西哥男子篮球运动员。他曾代表墨西哥获得1936年夏季奥运会篮球比赛男子铜牌。他于1982年在墨西哥城去世。